# Brama Dolna w Olsztynie
Brama Dolna w Olsztynie (niem. Untertor, Niedertor) – jedna z trzech głównych bram wokół olsztyńskiego Starego Miasta, usytuowana na południe od Bramy Górnej, nieopodal dawnego Dolnego Przedmieścia (niem. Unterstadt – późniejszego skrzyżowania ulic Mochnackiego, Grunwaldzkiej, Prostej i części ślepej alei Warszawskiej) i pobliżu dzisiejszego mostu św. Jana Nepomucena na Łynie. Brama została rozebrana po 1806 roku.

## Historia
Mury obronne zostały wzniesione w drugiej połowie XIV wieku wokół olsztyńskiego Starego Miasta. Jeszcze w 1581 roku dowiodły, że posiadają militarne znaczenie obronne. Po wielkim pożarze miasta w 1620 roku mury poddano konserwacji w celu ich wzmocnienia. Pod koniec XVII wieku zaczęto rozbierać części murów obronnych. Wkrótce po tym, jak w roku 1806 zawaliła się jedna z wież bramy, wraz z murami rozebrano Bramę Dolną. Na jej miejscu zbudowano nowy most św. Jana Nepomucena. W czasie jego budowy odsłonięto fundamenty bramy, o które oparto jedną z części mostu.